# Анджело Маццоні
Анджело Маццоні (італ. Angelo Mazzoni, нар. 3 квітня 1961, Мілан, Італія) — італійський фехтувальник на шпагах, дворазовий олімпійський чемпіон (1996 та 2000 роки), бронзовий (1984 рік) призер Олімпійських ігор, триразовий чемпіон світу.

## Виступи на Олімпіадах
| Олімпіада         | Дисципліна          | Місце |
| ----------------- | ------------------- | ----- |
| Москва 1980       | індивідуальна шпага | 29    |
| Лос-Анджелес 1984 | індивідуальна шпага | 9     |
| Лос-Анджелес 1984 | командна шпага      | 3     |
| Сеул 1988         | індивідуальна шпага | 25    |
| Сеул 1988         | командна шпага      | 4     |
| Барселона 1992    | індивідуальна шпага | 6     |
| Барселона 1992    | командна шпага      | 5     |
| Атланта 1996      | індивідуальна шпага | 11    |
| Атланта 1996      | командна шпага      | 1     |
| Сідней 2000       | індивідуальна шпага | 23    |
| Сідней 2000       | командна шпага      | 1     |